# Селма (град, Калифорния)
Вижте пояснителната страница за други значения на Селма.
Селма (на английски: Selma) е град в окръг Фресно, щата Калифорния, САЩ. Селма е с население от 24 782 жители (по приблизителна оценка от 2017 г.) и обща площ от 11,3 km². Намира се на 94 m надморска височина. ЗИП кодовете му са 93662, а телефонният му код е 559.